# Beau Bridges
Lloyd Vernet “Beau” Bridges III (født 9. december 1941) er en amerikansk skuespiller. Han er storebror til skuespiller Jeff Bridges.

## Personlige liv
Bridges blev gift med Julie Landfield i 1964, men de blev skilt i 1984. De har to sønner:
- Casey Bridges (født 1969, Adopteret)
- Jordan Bridges (født 1973)

Kort efter skilsmissen fra sin første kone i år 1984, giftede han sin nuværende kone, Wendy Treece Bridges. Parret har tre børn:
- Dylan Bridges (født 1984)
- Emily "Beau" Bridges (født 1986)
- Ezekiel (Zeke) Jeffrey Bridges (født 1993)

## Filmografi
- Force of Evil (1948)
- The Red Pony (1949)
- The Eleventh Hour episode Cannibal Plants, They Eat You Alive (1964)
- Combat! episode The Short Day Of Private Putnam (1964)
- Village of the Giants (1965)
- Cimarron Strip episode: "Legend of Jud Starr" (1967)
- The Incident (1967)
- For Love of Ivy (1968)
- Gaily, Gaily (1969)
- The Landlord (1970)
- Hammersmith Is Out (1972)
- Child's Play (1972)
- Lovin' Molly (1974)
- The Other Side of the Mountain (1975)
- Swashbuckler (1976)
- Two-Minute Warning (1976)
- One Summer Love (1976)
- Dragonfly (1976) aka One Summer Love
- The Four Feathers (1977)
- Greased Lightning (1977)
- The President's Mistress (1978)
- The Runner Stumbles (1979)
- Norma Rae (1979)
- The Fifth Musketeer (1979)
- Silver Dream Racer (1980)
- Night Crossing (1981)
- Honky Tonk Freeway (1981)
- Love Child (1982)
- Witness for the Prosecution (1982)
- Heart Like a Wheel (1983)
- The Hotel New Hampshire (1984)
- Alice in Wonderland (1985)
- The Thanksgiving Promise (1986)
- The Fabulous Baker Boys (1989)
- The Iron Triangle (1989)
- Signs of Life (1989)
- Everybody's Baby: The Rescue of Jessica McClure (1989)
- The Wizard (1989)
- Daddy's Dyin': Who's Got the Will? (1990)
- Without Warning: The James Brady Story (1991)
- Married to It (1991)
- Sidekicks (1992)
- The Positively True Adventures of the Alleged Texas Cheerleader-Murdering Mom (1993)
- The Man with Three Wives (1993)
- Million Dollar Babies (1994)
- Kissinger & Nixon (1995)
- A Stranger To Love (1996) (Made for TV movie)
- Jerry Maguire (1996)
- Hidden in America (1996)
- Nightjohn (1996)
- The Second Civil War (1997)
- Rocket Man (1997)
- Maximum Bob (1998)
- P.T. Barnum (1999)
- Inherit the Wind (1999)
- Common Ground (2000)
- Sordid Lives (2000)
- Voyage of the Unicorn (2001)
- We Were the Mulvaneys (2002)
- Sightings: Heartland Ghosts (2002)
- The Agency (2002–2003)
- Out of the Ashes (2003)
- Debating Robert Lee (2004)
- Evel Knievel (2004)
- 10.5 (2004)
- Smile (2005)
- The Ballad of Jack and Rose (2005)
- Into the West (2005)
- Stargate SG-1 (2005–2007)
- Stargate Atlantis (2005–2006)
- My Name Is Earl (2005–2009)
- 10.5: Apocalypse (2006)
- The Good German (2006)
- I-See-You.Com (2006)
- American Dad! (2005–2006) (voice)
- Charlotte's Web (2006)
- Spinning Into Butter (2007)
- Stargate: The Ark of Truth (2008)
- Stargate: Continuum (2008)
- Max Payne (2008)
- Americanizing Shelley (2008)
- Desperate Housewives (2009)
- Don't Fade Away (2009)
- The Closer (2009)[1]
- Columbus Circle (2010)
- My Girlfriend's Boyfriend (2010)
- Free Willy 4 (2010)